# Athanagild nyugati gót király
Athanagild (latinul: Atanagildus), (517 – 567 decembere) a nyugati gótok ariánus hitű ellenkirálya 551-től, királya 554-től haláláig.

## Élete
551-ben fellázadt Agila ellen, és segítséget kért I. Justinianus bizánci császártól, aki Patricius Liberius vezetésével haderőt küldött számára. A hajóhad támogatásával megverte Agilát Sevilla mellett s ennek meggyilkolása után foglalta el 554-ben a királyi trónt. Megkísérelte a görögök kiűzését; ám ezek a megerősített városokban dacoltak fegyvereivel. A Földközi-tenger partjait Valenciától Gibraltárig a bizánciaknak kellett átengednie (a Cádiz és a Cartegna közti területeket.) Jó viszonyt hozott létre a frankokkal. Az arianizmust már ekkor nagy veszedelem fenyegette; észak felől a frankok, délkelet és dél felől a görögök, akikhez az ortodox hitre tért szvébek is csatlakoztak, törtek romlására. Híre szárnyalt, hogy maga a király is hitet fog változtatni. Erre látszott mutatni, hogy székhelyét Toledóba tette át. Azonban ez nem következett be. «A gótok – mondja Tours-i Szent Gergely – azt a szörnyű szokást vették föl, hogy a nekik nem tetsző királyt fegyverrel tették el láb alól s olyat választottak, a ki kedvökben járt». Athanagild e részben kivétel volt s a krónikaírók különösen kiemelik, hogy hosszú idő óta ő az első gót király, ki természetes halállal múlt ki. Halálával új remény szállta meg az ariánusokat.

## Gyermekei
Két leánya közül Brünhilde Sigebert ausztráziai királynak, Galswintha pedig soissons-i Chilperich királynak volt neje.